# Station Noe
Station  Noe  (野江駅,  Noe-eki, uitgesproken als Noë) is een treinstation in de wijk Joto-ku in Osaka, Japan. Het wordt aangedaan door de Keihan-lijn. Vanaf 2019 zal ook de Osaka Higashi-lijn dit station aandoen.

## Treindienst

#### Keihan-lijn
| 1 | ■ Keihan-lijn | richting Moriguchishi, Hirakatashi, Sanjō en Demachiyanagi |
| 2 | ■ Keihan-lijn | richting Kyōbashi, Yodoyabashi en Nakanoshima              |

## Geschiedenis
Het station werd geopend in 1910. In 1931 werd het station naar de huidige locatie verplaatst en in 2000 werd er een nieuw station gebouwd.

## Toekomst
Vanaf 2019 zal ook de Osaka Higashi-lijn stoppen op dit station.

## Overig openbaar vervoer
Bussen 21 en 45

## Stationsomgeving
- Bibliotheek van Jōtō
- Life (supermarkt)
- Gamo-park
- Hoofdkantoor van Kankō

Stations in aanbouw: Shin-Osaka · Nishi-Suita · Awaji · Miyakojima · Noe · Shigino 

Stations reeds in gebruik: Hanaten · Takaida-Chūō · JR Kawachi-Eiwa · JR Shuntokumichi · JR Nagase · Shin-Kami · Kyūhōji